# Heteropoda helge
Heteropoda helge là một loài nhện trong họ Sparassidae.
Loài này thuộc chi Heteropoda. Heteropoda helge được Peter Jäger miêu tả năm 2008.